# Strawberry Swing
«Strawberry Swing» es una canción de la banda Coldplay. El 13 de septiembre de 2009, Capitol Records la lanzó como el quinto y último sencillo del cuarto álbum de estudio de la banda, Viva la Vida or Death and All His Friends (2008). Los miembros de la banda la compusieron, mientras que Markus Dravs, Brian Eno, Jon Hopkins y Rik Simpson la produjeron. La canción recibió mayoritariamente críticas positivas, que destacaron la melodía pegadiza, la voz del cantante, Chris Martin, y la influencia tribal de la producción.
«Strawberry Swing» alcanzó la posición 155 en la UK Singles Chart y llegó a la 5 en la Polish Music Charts, así como en la Tipparade de los Países Bajos. La dirección del video musical estuvo a cargo del grupo Shynola y el trabajo recibió una nominación en la categoría de video innovador en la edición de 2010 de los MTV Video Music Awards, además de ganar en tres categorías de los UK Music Video Awards el año anterior. Coldplay la tocó durante su gira de 2008 Viva la Vida Tour y una versión en directo figura en su álbum LeftRightLeftRightLeft (2009).
El cantante de R&B Frank Ocean realizó su propia versión del tema en su mixtape de 2011, Nostalgia, Ultra y la interpretó en su presentación en el Festival de Música y Artes de Coachella Valley, así como en la gira promocional de su álbum Channel Orange en 2012. Esta versión recibió mayoritariamente críticas positivas. Asimismo, la British Paraorchestra tocó la canción en la ceremonia de cierre de los Juegos Paralímpicos de Londres 2012.

## Contexto
Según la biografía oficial del álbum, Viva La Vida or Death And All His Friends se caracteriza por la variación en el estado de ánimo que presentan las canciones. Al respecto, el vocalista Chris Martin comentó: «No estoy seguro de que sea un trastorno bipolar, pero definitivamente teníamos algo así en nuestra cabeza, positivo o negativo. Por desgracia, es incontrolable; compuse estas canciones en los dos estados, que suben y bajan todo el tiempo. No tuvimos un plan para las letras, sólo nos salían así, pero eran gritos de guerra también. Siempre hubo amor, alegría y emoción en nuestra música». Un ejemplo se puede apreciar en «el éxtasis carnal dulce» de «Strawberry Swing».
El productor inglés Brian Eno trabajó con «Strawberry Swing», al igual que la mayor parte del álbum Viva la Vida or Death and All His Friends. Coldplay grabó parte del disco en iglesias de España y según Josh Tyrangiel, se inspiró en estas «y en pinturas y otros elementos de una atmósfera artística». El ingeniero de sonido Michael Brauer, quien había trabajado previamente con la banda en Parachutes y X&Y, mezcló «Strawberry Swing» en sonido 5.1 para su lanzamiento junto con el video conceptual en septiembre de 2009. El proceso tuvo lugar en los Electric Lady Studios de Nueva York y se empleó un Monitor ST-SR, que era «exactamente lo que buscaba» para cumplir con su tarea de forma apropiada.

## Descripción

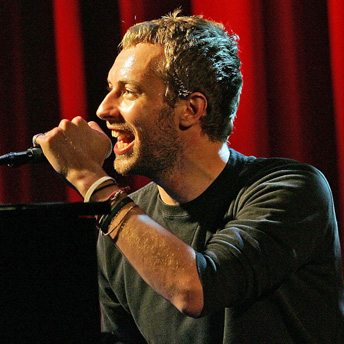
El cantante Chris Martin compuso los temas del álbum según diferentes estados de ánimo

Según la partitura publicada en Musicnotes.com, «Strawberry Swing» está en la tonalidad de la♭ y el registro vocal de Martin va desde la nota mi♭4 hasta la♭5. Además, posee un compás de cuatro por cuatro. La canción presenta influencias de música popular africana y highlife, además de basarse en rasgueos de guitarra sin distorsión, una línea de bajo dura y sintetizadores psicodélicos. Por otra parte, Will Hermes de Rolling Stone consideró que el tema tiene la cadencia propia de la música japonesa. El vocalista Chris Martin explicó cómo se inspiró: «Mi madre es de Zimbabue, por lo que pasé mucho tiempo allí; trabajé en un estudio donde la gente tocaba [música africana]». Alexis Petridis, de The Guardian, mencionó que el álbum tiene «ciertamente una gama más amplia de sonidos que ofrecer», dado que el tema posee una línea de guitarra que recuerda a la música africana. Según el crítico, tiene características comunes a las de otras canciones del grupo: un tempo moderado, guitarras con reverberancia, melodías inspiradas en baladas para piano y falsetes agridulces, similares a un himno. El sonido de la canción en general se inspiró en el tema de Delakota «The Rock», que utiliza un loop de guitarra grabado a la inversa. Una reseña de Yahoo! Voices comparó la interpretación del baterista Will Champion en el tema con la de Larry Mullen Jr., del grupo U2, en «la última versión en vivo de "Desire"». Billboard también destacó la similitud con respecto a la música del grupo irlandés y definió el tema como «una canción animada con texturas de guitarra como trasfondo».
Según Martin y Champion, los aplausos del inicio de la canción son de Eno, así como la voz que dice Oh, that's much too fast —«Oh, es demasiado rápido»—. Por otra parte, en cuanto a la letra, PluggedIn asoció el verso every moment was so precious —«cada momento fue tan precioso»— con «la presencia de alguien especial». El crítico Alan Raible, de ABC News, comentó sobre la estructura general del tema:

«"Strawberry Swing" es más suave, con Champion y un pasaje de cuerdas que da la idea de una banda marchando mientras Buckland toca una línea de guitarra de dos partes y con capas intrincadas. Es un tema que constantemente se mueve, con un espíritu animado. Martin canta it’s such a perfect day ("es un día perfecto"); puedes casi imaginarlo hamacándose hacia atrás y hacia adelante con una sonrisa gigante en su rostro».

## Lanzamiento y recepción

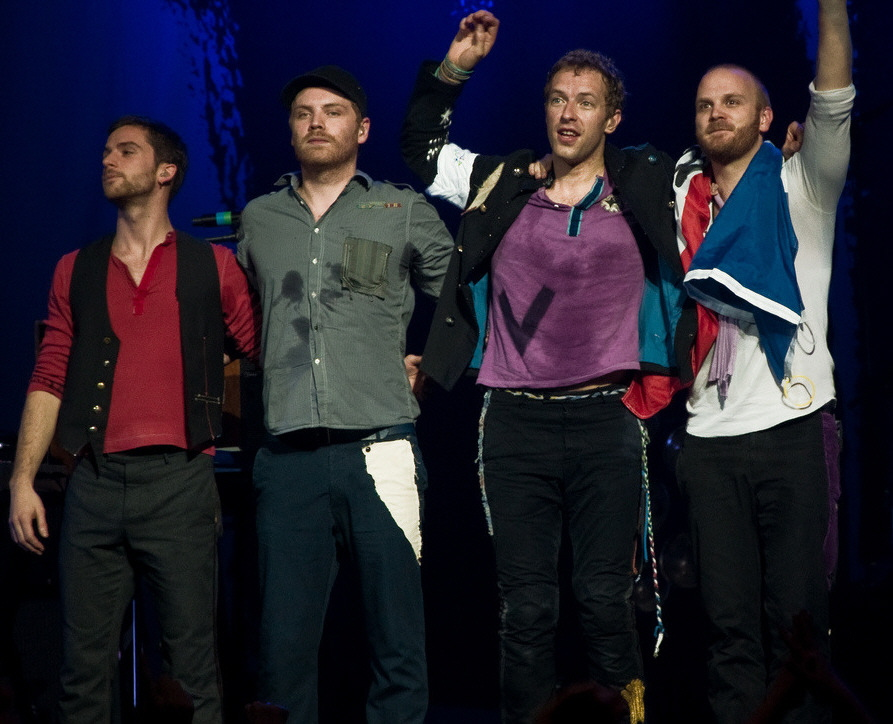
Coldplay tocó «Strawberry Swing» durante su gira Viva la Vida Tour

Coldplay lanzó «Strawberry Swing» como sencillo en descarga digital el 14 de septiembre de 2009 a través de iTunes. Su carátula consistió en una fotografía de Martin vestido de superhéroe, al igual que en el video de la canción, acostado sobre un dibujo hecho con tiza de un cielo con nubes y la Luna. Ingresó en las listas de los Países Bajos —específicamente en la Tripparade— en el puesto 5, lugar que también ocupó en la Polish Singles Chart, y también alcanzó el número 158 de la UK Singles Chart. Por otro lado, en la edición del 26 de julio de 2008 de la revista Billboard, el tema figuró en el número 13 de la lista I Like Libraries - Most Added del dominio .biz del sitio.
La canción recibió reseñas mayoritariamente positivas. Stephen Thomas Erlewine de AllMusic afirmó que, con su melodía suave, «ligeramente pegadiza y su pulso rítmico e insistente, se diferencia de la oscuridad meditativa tan atrayente del álbum». Chris Willman de Entertainment Weekly describió la canción como «animada» y notó que «lleva a la guitarra [de afro-pop] al nivel de esos paisajes sonoros de Eno/Dravs que son tan hermosos». Ryan Dombal, de Pitchfork Media, afirmó que «esta relación con Gabriel es también aparente en la espectacular y cándida "Strawberry Swing", donde flotan tambores tribales ligeros sobre guitarras circulares y sobre las meditaciones idílicas de Martin». Evan Sawdey de PopMatters comentó que la técnica de guitarra de «Violet Hill» y de «Strawberry Swing» «suena así por primera vez en la carrera del grupo; Coldplay en realidad está usando el ridículo presupuesto que el estudio les da para cada trabajo. Esta vez se permiten cada capricho sofisticado y pasajero, todo mientras Eno hace de supervisor del parque de juegos; los resultados son potentes debido a que son variados». Chad Grischow de IGN sostuvo que el tema «encaja perfectamente con el estribillo tranquilizador It's such a perfect day ["es un día perfecto"] de Martin» y que «cuando aparece la guitarra acústica cerca de la conclusión, es la culminación de una melodía excelente».
Por su parte, National Geographic comentó: «El quinto sencillo del cuarto álbum de los roqueros del Reino Unido, Viva la Vida or Death and All His Friends. ¿Cinco sencillos de un solo álbum? Pocas bandas pueden presumir del nivel de éxito comercial de Coldplay». El sitio WhatCulture! mencionó que la canción es una de las que prueba que no todos los temas de Coldplay son «lentos y deprimentes». Chris Jones de la BBC mencionó que «sólo en "Strawberry Swing" los trinos de Chris [Martin] comienzan a ser molestos». Johnny Firecloud, en su reseña para el sitio Antiquiet, comentó que la canción es «linda y atrapante de una forma sutil y beatlesca, pero se atiene a lo seguro y parece tibia. No hay lugar para aquello si quieres hacer un álbum épico». La crítica del sitio chileno Rockaxis mencionó que «"Strawberry Swing" tiene un aire lúdico, suave, gentil, que distrae un poco del entorno experimental que han creado los ingleses». Mikael Wood de Spin afirmó que «gira en torno a la línea de guitarra africana y pop de Jonny Buckland; algunos puristas probablemente se opongan a estas apropiaciones, pero cada elemento, de forma sorprendente, encuentra su lugar natural en el sonido tan amplio de la banda». La revista Paste colocó «Strawberry Swing» en el décimo puesto de su lista de las diez mejores canciones de Coldplay y al respecto, mencionó: «No sólo esta canción, extraída de su quinto LP, Viva la Vida tiene un video de stop motion increíble, [sino que] además tiene unos ritmos de afro-pop asombrosos y un loop de guitarra impresionante de Jonny Buckland. Chris Martin ha dicho que "Strawberry Swing" es la mejor del disco y definitivamente es una de nuestras favoritas». The Independent comparó el ritmo de la canción con los trabajos de Bo Diddley y la consideró una de las mejores del álbum, junto con «42» y «Lost!». Según Lost at Sea, el tema tiene «una atmósfera veraniega y despreocupada». La reseña de Uncut afirmó que uno de los elementos que hacen que el álbum sea «casi adorable» es «Strawberry Swing». El sitio Alohacriticon.com afirmó: «"Strawberry Swing", con guitarras de corte psicodélico-oriental y riff rítmico a lo Bo Diddley, es un escapismo con huida de la mediocridad general y búsqueda de un aislamiento romántico rodeado de fresas (al estilo campo lisérgico de los Beatles)». Según una reseña de Billboard, se trata de una «balada [de tipo] "la vida apesta sin ti"». «Strawberry Swing» ha sido considerada la quinta canción más relajante de la historia por un estudio de la British Academy of Sound Therapy, patrocinado por la marca Radox Spa en 2011. También forma parte de la banda sonora internacional de la telenovela brasileña Tiempos modernos.

## Video musical

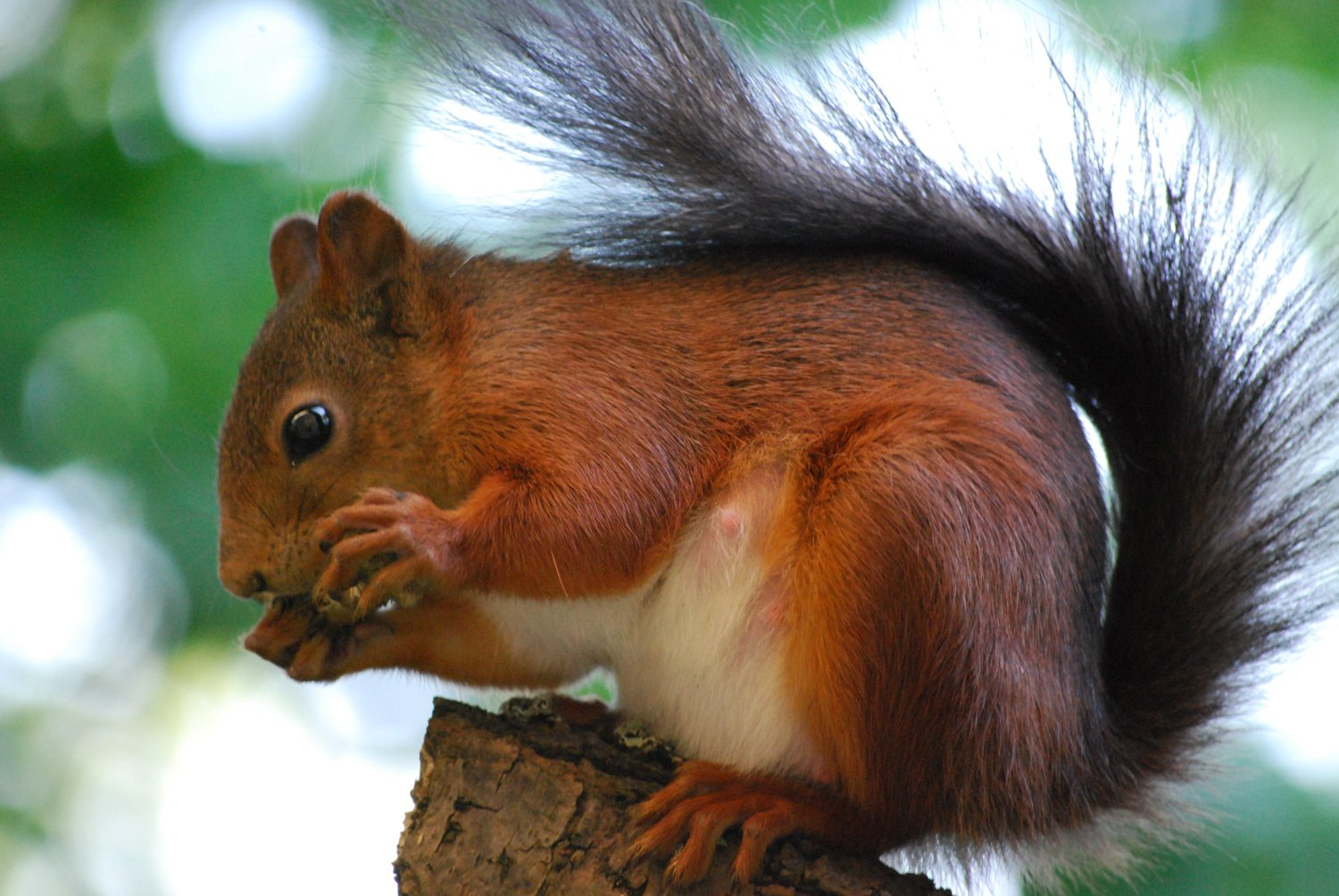
Según Chris Harding, miembro de Shynola, la ardilla del video «representa un bebé gigante»

El grupo de artes visuales Shynola dirigió el video musical para «Strawberry Swing». En una entrevista, Chris Harding, uno de sus miembros, describió el proceso creativo detrás del video, para el que no buscaron hacer «representaciones literales» de la letra. Sobre los dibujos, comentó que la banda misma solicitó la princesa y la ardilla «representa un bebé gigante», mientras que el pez y el gato se relacionan con el cuento de Pinocho. En otra entrevista, esta vez con Richard Kenworthy, otro de los integrantes de Shynola, se habló de la inspiración detrás del video. Al respecto, comentó: «Primero y principal, queríamos que no tuviera un sentido claro y que fuera como un sueño. [...] Así que cuando tuvimos la idea de un superhéroe que vive una aventura extraña, decidimos que su viaje tendría una narrativa muy simple y fácil de entender: el superhéroe salva a la chica de los malos. Así, se hace muy loco, pero tiene algún sentido».
En cuanto a la cuestión técnica, el grupo buscó enfocarse en los «ángulos de cámara» que se podrían simular haciendo que el cantante esté en distintas posiciones. Su idea central fue la de lograr que no se detenga la acción y priorizar la interacción de Martin con el escenario. Harding mencionó además que fue un desafío en el aspecto técnico y creativo; la muerte de Gideon Baws, uno de los integrantes de Shynola, hizo que «emocionalmente fuera muy difícil» crear el video. Comentó que filmaron a Martin exclusivamente con una cámara y que las animaciones fueron dibujos hechos a mano, además de que no se proyectó nada en el piso; por otra parte, la producción llevó tres meses y se filmó en Los Ángeles. Acerca de videos previamente elaborados de la misma manera, afirmó que «la técnica que tenían estaba más usada. Nunca dijimos ser originales, sino rigurosos; escribimos una historia que pensamos que sería entretenida, [...] fue un trabajo duro». Kenworthy comentó que se requirió mucha organización y que dado que «no había tiempo para rehacer tomas», la primera versión grabada fue la definitiva. Al filmar la parte en la que Martin cae con un paraguas, se utilizó una patineta pequeña y para generar movimiento, cada un plano, el cantante se iba corriendo un par de centímetros. Sobre la colaboración con la banda, Harding mencionó que fue un proceso de «llenar los espacios» por la buena relación que el equipo tuvo con la representante de Coldplay. Definió además a Martin como «un profesional consumado», fácil de dirigir, y comentó que su colaboración con la banda fue «muy agradable».

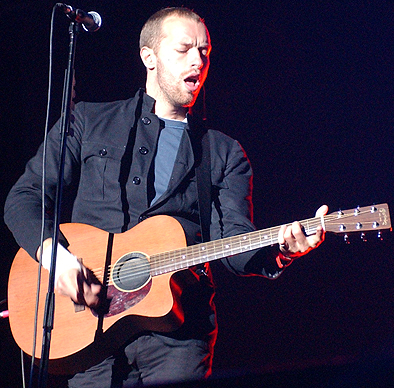
El cantante Chris Martin actuó de superhéroe en el video

Con un estilo stop motion, el video muestra a Martin acostado en el piso bajo dibujos de tiza animados. Comienza con una escena de Martin despertándose en una casa. Cuando ve que una princesa es prisionera de una ardilla gigante, se transforma en un superhéroe e intenta rescatarla. Por el camino, el cantante enfrenta el ataque del animal, así como a un pez gigante en el mar. Una vez que llega a la casa de la ardilla, dibuja una bellota que en realidad es una bomba y así logra salvarla. Ambos vuelan luego hacia otro planeta y cuando llegan, se besan. Al final de la canción, la animación se detiene y Martin se levanta del piso, lleno de dibujos de tiza, en velocidad real y se aleja. Su estreno tuvo lugar el 29 de julio de 2009 en 4Music y en Channel 4, aunque ya se había subido al sitio Babelgum.com nueve días antes. Asimismo, salió a la venta en iTunes el 4 de agosto; por otra parte, el trabajo se mostró en cines británicos de la cadena Odeon Cinemas, junto con escenas de la película de Sacha Baron Cohen Brüno y en las funciones de The Proposal en julio de dicho año. El trabajo ganó premios a video del año, mejor animación en un video y mejor video de rock en los UK Music Video Awards de 2009. Al respecto, el grupo comentó: «Felicitaciones para Kenny, Jason y Chris, del gran Shynola por los premios de "Strawberry Swing". Por suerte, [reciben] algo de recompensa por los meses de sus vidas que han sacrificado para hacer ese video; no podemos agradecerles lo suficiente. ¡Shynola manda! Con cariño, Coldplay». En agosto de 2010 recibió una nominación a video innovador en la edición de ese año de los MTV Video Music Awards.
Babelgum también ayudó a Coldplay a desarrollar una aplicación para iPhone relacionada con el video del tema y lanzada en julio de 2009. La aplicación, gratuita, incluye el catálogo y novedades de Coldplay, así como el video del tema y un videojuego de varios niveles, en el que Martin es un superhéroe que debe luchar contra ardillas y peces para salvar a la princesa. Además, organizaron un concurso en el que el jugador con mayor puntuación recibiría como premio entradas para ver a Coldplay durante su gira por el Reino Unido y Estados Unidos.
En septiembre del mismo año, el cantante Andy J Gallagher cuestionó la originalidad del video dirigido por Shynola; afirmó que «si bien no puedo decir que me hayan copiado, hay un número escandaloso de similitudes entre mi video y el suyo. Creo que es injusto que "Strawberry Swing" sea probablemente nominado a un montón de premios y sea universalmente reconocido como innovador cuando Owen Trevor [...] tuvo la misma idea un año antes». En un documento PDF oficial, Shynola sostuvo «nunca haber visto el video del señor Trevor antes; podemos negar categóricamente que su video haya tenido alguna influencia en el nuestro. Cualquier similitud es puramente coincidencia». Además, contiene imágenes a modo de refutaciones para las afirmaciones de Gallagher y también sostiene que el video se inspiró en «la locura onírica» del arte del animador Winsor McCay. El sitio especializado en música Jeneisapop mencionó que las influencias para el video incluyeron a «Sledgehammer» de Peter Gabriel y «las fotografías de Jan Von Holleben y Abelardo Morell», así como las películas de «Superman, 2001 o Star Wars».

## Interpretaciones y versiones de otros artistas

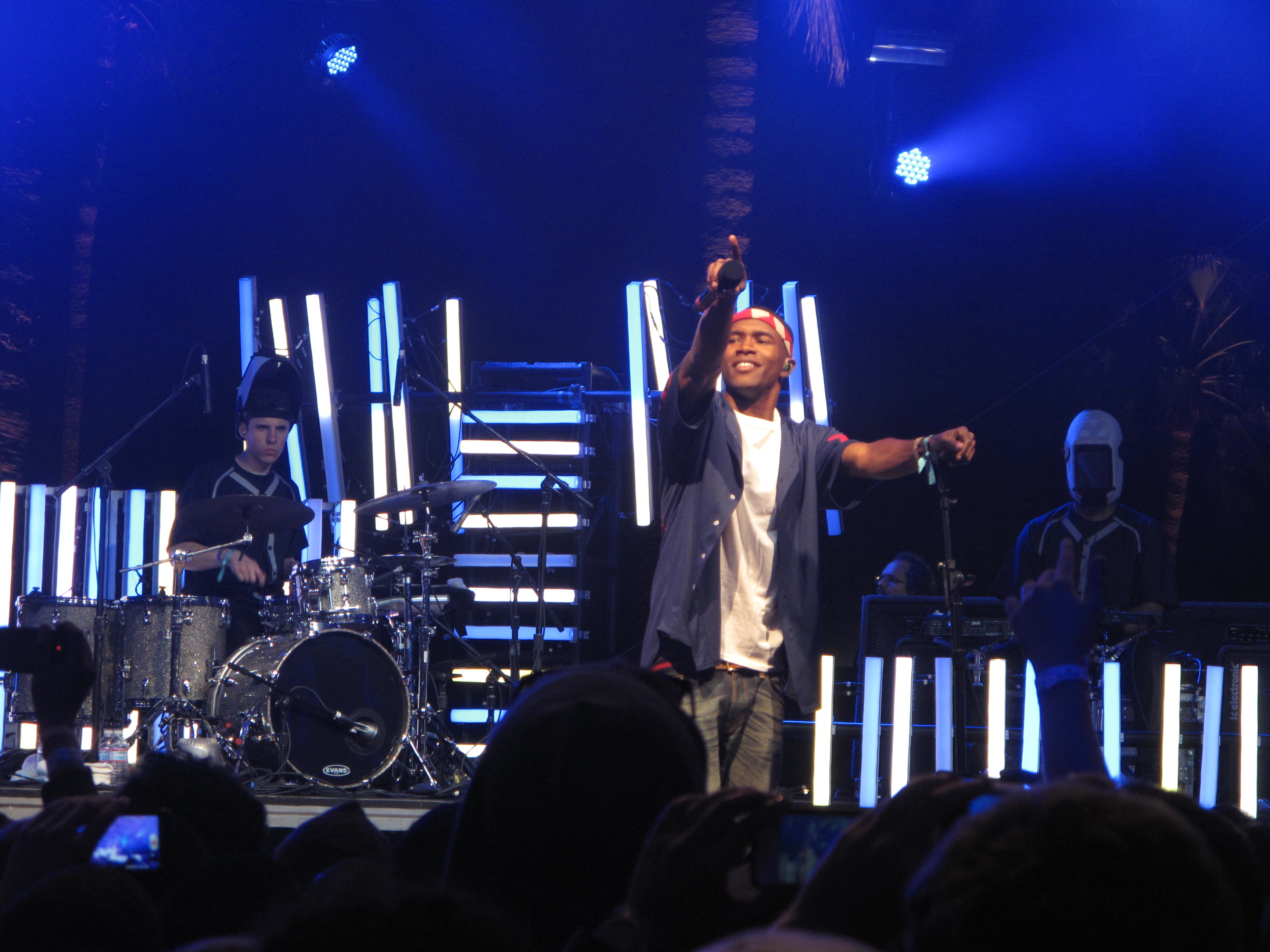
El cantante de R&B Frank Ocean realizó una versión propia de la canción

El cantante de R&B Frank Ocean realizó una versión del tema para su mixtape Nostalgia, Ultra, que recibió reseñas positivas de parte de la crítica musical. Holly Hox de AbsolutePunk la encontró «pegadiza» y consideró que «prueba que la voz de Ocean es tan buena como su habilidad de componer canciones de pop con reflexiones». Connor O'Neill de The Miscellany News afirmó que «hay tanta atmósfera que uno casi se funde en ella y te rodea como un canto del cisne apocalíptico». El crítico Robert Christgau consideró que la versión de Ocean era mejor que la original y al respecto comentó: «El desprestigiado joven artista de R&B reescribe el sentimental sencillo de Coldplay sin restar importancia a su lirismo o, como promete, a su nostalgia. I've loved the good times here —"Disfruté los buenos momentos aquí"— es una despedida digna del dying world —"mundo agonizante"— al que Ocean llama hogar». Rudy K. de Sputnikmusic comentó que la canción de Ocean «prácticamente se caga en todo lo que Coldplay ha hecho hasta ahora».
Coldplay interpretó el tema en su gira de 2008 Viva la Vida Tour, entre «Fix You» y una remezcla de «God Put a Smile Upon Your Face», y una versión en vivo figura en el álbum en directo LeftRightLeftRightLeft (2009). Ocean cantó su versión en su gira para promocionar Nostalgia, Ultra en 2011 y en una de 2012 para Channel Orange, en Norteamérica. El cantante también la interpretó en el Festival Coachella y Complex elogió su actuación; al respecto comentó: «[Su] voz parece tan suave en vivo como en el estudio». Además, la British Paraorchestra interpretó junto a Coldplay una introducción a la canción en la ceremonia de cierre en los Juegos Paralímpicos de Londres 2012 que el músico Lloyd Coleman definió como «fantástica». Asimismo, la banda Artist Vs. Poet realizó una versión de la canción en mayo de 2013. El Vitamin String Quartet la grabó para su álbum de 2008 Vitamin String Quartet Performs Coldplay, a la vez que April Maze hizo una versión que figura en su álbum Two. Por otra parte, Ross Neil y Mark Clark crearon un video alternativo para el tema, producido por Pixelhive. El trabajo, que puede verse en el sitio oficial de Coldplay, emplea animaciones de plastilina y su trama gira en torno a dos personas vestidas igual que se conocen en un tren subterráneo.

## Lista de canciones
| Descarga digital |                    |          |  |
| N.º              | Título             | Duración |  |
| 1.               | «Strawberry Swing» | 4:09     |  |

| Sencillo promocional (CD) |                                        |          |  |
| N.º                       | Título                                 | Duración |  |
| 1.                        | «Strawberry Swing» (Edición de radio)  | 4:09     |  |
| 2.                        | «Strawberry Swing» (Versión del álbum) | 4:11     |  |
| 3.                        | «Strawberry Swing» (Instrumental)      | 4:11     |  |

## Posición en las listas
| Lista (2009)                   | Posición más alta |
| ------------------------------ | ----------------- |
| Tipparade (Países Bajos)       | 5                 |
| Polish Singles Chart (Polonia) | 5                 |
| UK Singles Chart (Reino Unido) | 158               |